# Алберту Кошта
Албе́рту Оліве́йра Ба́ю (порт. Alberto Oliveira Baio), більш відомий як Албе́рту Ко́шта (порт. Alberto Costa; нар. 29 вересня 2003, Санту-Тірсу) — португальський футболіст, захисник клубу «Порту».

## Клубна кар'єра

### «Віторія» (Гімарайнш)
Виступав за юнацьку команду «Тірсенсе», а 2013 року приєднався до системи клубу «Віторія» (Гімарайнш). У квітні 2021 року підписав з клубом трирічний контракт. 10 квітня 2022 року дебютував за резервну команду клубу в матчі Терсейра-ліги проти «Торреенсе».
4 жовтня 2022 року продовжив контракт з «Віторією» до 2026 року. 25 лютого 2023 року в поєдинку Терсейра-ліги проти «Анадії» забив свій перший гол. Сезон 2022-23 провів у складі резервної команди, за яку зіграв 19 матчів і відзначився одним м'ячем.
11 січня 2024 року дебютував в основному складі «Віторії» в матчі Кубка Португалії проти «Пенафієла», замінивши Мігела Магу. 21 квітня 2024 року в поєдинку проти «Спортінга» дебютував у Прімейра-лізі.
12 грудня 2024 року в матчі Ліги конференцій УЄФА проти швейцарського забив свій перший гол за «Віторію». Був визнаний захисником місяця Прімейра-ліги за підсумками грудня 2024 року, в якому за 5 матчів віддав дві гольові передачі, взяв участь у 33 атаках і зробив 17 відборів м'яча.

### «Ювентус»
15 січня 2025 року перейшов в італійський «Ювентус», підписавши контракт до червня 2029 року. Сума трансферу становила 12,5 млн євро, а ще близько 2,5 млн передбачені у вигляді бонусів. Таким чином цей продаж став другим найдорожчим в історії «Віторії» після Едмонда Тапсоби в «Баєр 04» 2020 року. 26 лютого 2025 року дебютував за нову команду в матчі Кубка Італії проти «Емполі», вийшовши на заміну Андреа Камб'язо. 3 березня 2025 року в поєдинку проти «Верони» дебютував в італійській Серії A.
В червні 2025 року виступав на клубному чемпіонаті світу в США. На турнірі провів чотири матчі, а його команда дійшла до 1/8 фіналу, де поступилась мадридському «Реалу».

### «Порту»
24 липня 2025 року перейшов у португальський «Порту», підписавши п'ятирічний контракт. Сума трансферу становила 15 млн євро, а ще 1 млн передбачений у вигляді бонусів. 11 серпня дебютував за «Порту» в матчі Прімейра-ліги проти свого колишнього клубу «Віторія» (Гімарайнш), вийшовши в стартовому складі.

## Кар'єра в збірній
Виступав за збірні Португалії до 18 і до 20 років.

## Статистика виступів
Станом на 18 серпня 2025
| Клуб                  | Сезон             | Чемпіонат         | Чемпіонат | Чемпіонат | Кубок | Кубок | Кубок ліги | Кубок ліги | Єврокубки | Єврокубки | Інші  | Інші | Всього | Всього |
| Клуб                  | Сезон             | Дивізіон          | Матчі     | Голи      | Матчі | Голи  | Матчі      | Голи       | Матчі     | Голи      | Матчі | Голи | Матчі  | Голи   |
| --------------------- | ----------------- | ----------------- | --------- | --------- | ----- | ----- | ---------- | ---------- | --------- | --------- | ----- | ---- | ------ | ------ |
| Віторія (Гімарайнш) Б | 2022–23           | Терсейра-ліга     | 19        | 1         | —     | —     | —          | —          | —         | —         | —     | —    | 19     | 1      |
| Віторія (Гімарайнш)   | 2023–24           | Прімейра-ліга     | 1         | 0         | 1     | 0     | —          | —          | —         | —         | —     | —    | 2      | 0      |
| Віторія (Гімарайнш)   | 2024–25           | Прімейра-ліга     | 10        | 0         | 4     | 0     | 1          | 0          | 7         | 1         | —     | —    | 21     | 1      |
| Віторія (Гімарайнш)   | Всього            | Всього            | 11        | 0         | 5     | 0     | 1          | 0          | 7         | 1         | 0     | 0    | 23     | 1      |
| Ювентус               | 2024–25           | Серія A           | 9         | 0         | 1     | 0     | —          | —          | 0         | 0         | 4     | 0    | 14     | 0      |
| Порту                 | 2025–26           | Прімейра-ліга     | 2         | 0         | 0     | 0     | 0          | 0          | 0         | 0         | 0     | 0    | 2      | 0      |
| Всього за кар'єру     | Всього за кар'єру | Всього за кар'єру | 41        | 1         | 6     | 0     | 1          | 0          | 7         | 1         | 4     | 0    | 58     | 2      |

1. ↑  Матчі в Лізі конференцій УЄФА
2. ↑  Матчі в Лізі чемпіонів УЄФА
3. ↑  Матчі на клубному чемпіонаті світу

## Досягнення
Особисті
- Захисник місяця Прімейра-ліги: грудень 2024[24]